# Renata Bucher
Renata Bucher (* 30. Mai 1977 in Luzern) ist eine ehemalige Schweizer Triathletin. Sie ist dreifache Europameisterin im Crosstriathlon (2009, 2011, 2015).

## Werdegang
2003 startete Renata Bucher bei den Crosslauf-Weltmeisterschaften auf der Kurzstrecke (4,03 km).
In Australien lernte Renata Bucher 2004 Cross-Triathlon kennen und 2005 wurde sie Vierte bei der Weltmeisterschaft. Im Folgejahr erreichte sie den fünften Rang.
In den Jahren 2006 und 2007 wurde sie Zweite an den Mountainbike-Schweizermeisterschaften im Cross Country. 2007 konnte sie im Oktober den Lucerne Marathon gewinnen.
2009 und erneut 2011 wurde Renata Bucher Europameisterin im Cross-Triathlon.
Auf Sardinien wurde Renata Bucher im Juni 2014 Vizeeuropameisterin Cross-Triathlon.
Im Juli 2015 wurde sie zum dritten Mal Europameisterin Cross-Triathlon und im September in England Xterra-Vizeeuropameisterin.
Bei der ITU-Weltmeisterschaft Cross-Triathlon belegte Renata Bucher im November 2016 den zehnten Rang. 2016 erklärte die damals 40-Jährige ihre aktive Zeit für beendet.
Renata Bucher war Mitglied des Swiss Triathlon Multisport-Teams. Sie lebt in Littau und seit Februar 2017 ist sie neue Verantwortliche für den Schweizer Kader Crosstriathlon.
Im April 2017 konnte sie die Erstaustragung der Xterra Phuket für sich entscheiden.

## Sportliche Erfolge
| Datum/Jahr    | Rang | Wettbewerb                                 | Austragungsort      | Zeit         | Bemerkung                                                                                       |
| ------------- | ---- | ------------------------------------------ | ------------------- | ------------ | ----------------------------------------------------------------------------------------------- |
| 18. Aug. 2018 |      | Inferno Triathlon                          | Mürren              | 10:40.37,8   | 2. Rang Altersklasse 1, hinter Nina Brenn                                                       |
| Juni 2017     | 1    | Biennathlon                                | Biel                |              | 1,5 km Schwimmen, 27 km Mountainbiking mit 1000 hm sowie 10 km Laufen mit 385 hm                |
| 2. Apr. 2017  | 1    | Xterra Phuket                              | Ko Phuket           | 03:10:22     | Siegerin bei der Erstaustragung                                                                 |
| 19. Nov. 2016 | 10   | ITU Cross Triathlon World Championships    | Snowy Mountains     | 03:23:26     | ITU-Weltmeisterschaft Cross-Triathlon                                                           |
| 3. Juli 2016  | 2    | Xterra France                              | Xonrupt             | 03:42:48     |                                                                                                 |
| 1. Nov. 2015  | 9    | Xterra Triathlon World Championships       | Maui                | 03:19:34     | Weltmeisterschaft Cross-Triathlon                                                               |
| 1. Sep. 2015  | 2    | Xterra Triathlon European Championships    | Cranleigh           | 02:55:35     | Xterra-Vizeeuropameisterin – bei der Xterra England                                             |
| 19. Juli 2015 | 1    | ETU Cross Triathlon European Championships | Schluchsee          | 02:57:11     | Europameisterin Cross-Triathlon                                                                 |
| 11. Apr. 2015 | 5    | Xterra Guam                                | Guam                | 03:09:16     | hinter der Siegerin Carina Wasle                                                                |
| 28. März 2015 | 4    | Xterra Saipan Championships                | Saipan              | 03:22:11     | 1,5 km Schwimmen, 30 km Mountainbike und 10 km Crosslauf                                        |
| 8. Feb. 2015  | 5    | Xterra Philippines                         | Albay               | 03:12:53     |                                                                                                 |
| 26. Juli 2014 | 4    | Xterra Italy                               | Lago di Scanno      | 03:29:52     | [ 6 ]                                                                                           |
| 6. Juli 2014  | 3    | Xterra France                              | Xonrupt             | 03:59:39     | 1,5 km Schwimmen, 34 km Mountainbike und 10 km Crosslauf                                        |
| 1. Juni 2014  | 2    | ETU Cross Triathlon European Championships | Orosei              | 02:38:16     | Vizeeuropameisterin Cross-Triathlon                                                             |
| 29. März 2014 | 1    | Xterra Guam                                | Guam                | 03:03:52     |                                                                                                 |
| 15. März 2014 | 1    | Xterra Philippines                         | Liloan (Cebu)       | 03:24:59     |                                                                                                 |
| 27. Okt. 2013 | 15   | Xterra Triathlon World Championships       | Maui                | 03:14:15     | Weltmeisterschaft Cross-Triathlon                                                               |
| 13. Apr. 2013 | 1    | Xterra New Zealand                         | Rotorua             | 02:15:27     |                                                                                                 |
| 23. März 2013 | 2    | Xterra Guam                                | Guam                |              |                                                                                                 |
| 2. März 2013  | 2    | Xterra Philippines                         | Liloan              |              |                                                                                                 |
| 8. Juli 2012  | 2    | Xterra France                              | Xonrupt             |              |                                                                                                 |
| 19. März 2012 | 1    | Xterra Philippines                         | Liloan              | 02:53:33     |                                                                                                 |
| 10. März 2012 | 1    | Xterra Guam                                | Guam                |              |                                                                                                 |
| 23. Okt. 2011 | 4    | Xterra Triathlon World Championship        | Maui                | 02:52:02     | Weltmeisterschaft Cross-Triathlon (1,5 km Schwimmen, 29,5 km Mountainbike und 9,8 km Crosslauf) |
| 21. Aug. 2011 | 3    | Xterra European Championships              | Olbersdorf          |              | Xterra-Europameisterschaft bei der Xterra Germany                                               |
| 13. Aug. 2011 | 3    | Xterra Czech                               | Špindlerův Mlýn     |              |                                                                                                 |
| 10. Juli 2011 | 1    | Xterra France                              | Xonrupt             | 03:31:16     |                                                                                                 |
| 2. Juli 2011  | 1    | ETU Cross Triathlon European Championships | Visegrád            | 02:05:13     | [ 9 ]                                                                                           |
| 15. Mai 2011  | 2    | Xterra Pacific Championships               | Santa Cruz          |              | [ 10 ]                                                                                          |
| 12. März 2011 | 3    | Xterra Saipan                              |                     |              |                                                                                                 |
| 6. März 2011  | 2    | Xterra Philippines                         | Liloan              |              |                                                                                                 |
| 7. Aug. 2010  | 1    | Xterra Czech                               | Špindlerův Mlýn     |              |                                                                                                 |
| 11. Juli 2010 | 2    | Xterra France                              | Xonrupt             |              |                                                                                                 |
| 13. März 2010 | 1    | Xterra Saipan                              |                     |              |                                                                                                 |
| 25. Okt. 2009 | 14   | Xterra Triathlon World Championship        | Maui                |              |                                                                                                 |
| 23. Aug. 2009 | 1    | Xterra European Championships              | Klopeiner See       | 02:54:39,512 | Europameisterin Cross-Triathlon bei der Xterra Austria                                          |
| 15. Aug. 2009 | 1    | Xterra Germany                             | Olbersdorf          |              |                                                                                                 |
| 27. Juni 2009 | 2    | Xterra Czech                               | Hluboká nad Vltavou |              |                                                                                                 |
| 31. Mai 2009  | 1    | ETU Cross Triathlon European Championships | Sardinien           | 02:49:10     | Sieg bei der Xterra Italy                                                                       |
| 18. Apr. 2009 | 1    | Xterra Saipan                              |                     |              |                                                                                                 |
| 23. Aug. 2008 | 2    | Xterra Austria                             | Klopeiner See       |              |                                                                                                 |
| 16. Aug. 2008 | 1    | Xterra Germany                             | Olbersdorf          |              |                                                                                                 |
| 6. Juli 2008  | 1    | Xterra France                              | Xonrupt             |              |                                                                                                 |
| 18. März 2008 | 1    | Xterra Japan                               | Marunuma            | 02:51:29     | [ 11 ]                                                                                          |
| 8. März 2008  | 1    | Xterra Saipan                              | Saipan              |              |                                                                                                 |
| 17. März 2007 | 1    | Xterra Saipan                              | Saipan              |              |                                                                                                 |
| 3. Sep. 2006  | 1    | Xterra UK                                  | Neath Valley, Wales |              |                                                                                                 |
| 24. Juni 2006 | 1    | Xterra Czech                               | Hluboká nad Vltavou |              |                                                                                                 |
| 4. Juni 2006  | 1    | Xterra Italy                               | Orosei              |              |                                                                                                 |
| 27. Mai 2006  | 1    | Xterra France                              | Xonrupt             |              |                                                                                                 |
| 1. Apr. 2006  | 1    | Xterra Saipan                              | Saipan              |              |                                                                                                 |
| 2006          | 3    | Worldclass MTB Challenge                   | Offenburg           |              |                                                                                                 |
| 10. Sep. 2005 | 3    | Xterra Germany                             | Titisee             |              |                                                                                                 |
| 11. Juli 2005 | 1    | Xterra Austria                             | Achensee            |              |                                                                                                 |
| 18. Juni 2005 | 1    | Xterra Czech                               | Hluboká nad Vltavou |              |                                                                                                 |
| 9. Apr. 2005  | 1    | Xterra Saipan                              | Saipan              |              |                                                                                                 |
| 2006          | 5    | Xterra Triathlon World Championship        | Maui                |              |                                                                                                 |
| 2005          | 4    | Xterra Triathlon World Championship        | Maui                |              |                                                                                                 |
| 11. Sep. 2004 | 9    | Xterra Germany                             | Titisee             |              | erster Start bei einem Xterra-Rennen                                                            |

| Datum/Jahr    | Rang | Wettbewerb                | Austragungsort | Zeit     | Bemerkung                                                                         |
| ------------- | ---- | ------------------------- | -------------- | -------- | --------------------------------------------------------------------------------- |
| 3. Sep. 2011  | 4    | Triathlon de Gérardmer    | Gérardmer      | 02:35:10 | auf der olympischen Distanz, hinter der französischen Siegerin Marion Lorblanchet |
| 29. Juli 2010 | 2    | Triathlon EDF Alpe d’Huez | Alpe d’Huez    |          | Zweite auf der Kurzdistanz                                                        |
| 5. Sep. 2009  | 3    | Triathlon de Gérardmer    | Gérardmer      |          |                                                                                   |

| Datum/Jahr    | Rang | Wettbewerb      | Austragungsort | Zeit | Bemerkung |
| ------------- | ---- | --------------- | -------------- | ---- | --------- |
| 11. Juni 2011 | 1    | Swisscup-Rennen | Mühleturnen    |      | Duathlon  |

| Datum/Jahr    | Rang | Wettbewerb       | Austragungsort | Zeit       | Bemerkung    |
| ------------- | ---- | ---------------- | -------------- | ---------- | ------------ |
| 28. Okt. 2007 | 1    | Lucerne Marathon | Luzern         | 01:21:16,2 | Halbmarathon |

| Datum/Jahr    | Rang | Wettbewerb                         | Austragungsort | Zeit  | Bemerkung                     |
| ------------- | ---- | ---------------------------------- | -------------- | ----- | ----------------------------- |
| 30. März 2003 | 91   | Crosslauf-Weltmeisterschaften 2003 | Lausanne       | 15:24 | auf der Kurzstrecke (4,03 km) |

| Datum/Jahr | Rang | Wettbewerb               | Austragungsort | Zeit | Bemerkung                                                      |
| ---------- | ---- | ------------------------ | -------------- | ---- | -------------------------------------------------------------- |
| 2006       | 3    | Worldclass MTB Challenge | Offenburg      |      | hinter der Schweizer Siegerin Esther Süss (110 km und 3420 hm) |

(DNF – Did Not Finish)